# Epicephala relictella
Epicephala relictella là một loài bướm đêm thuộc họ Gracillariidae. Loài này có ở vùng Viễn Đông Nga.